# Alen Nižetić
Alen Nižetić (Split, 5. siječnja 1972.) hrvatski je pjevač i tekstopisac.

## Životopis
Glazbenu je karijeru započeo 1994. godine u bendu Tutti Frutti gdje je do 1996. bio pjevač. Prvi nastup imao je na Splitskom festivalu 1996. s pjesmom Nož u srcu.
Samostalnu karijeru započinje 1997. godine. Iste godine osvaja treće mjesto s pjesmom Ti na Dori, hrvatskom izboru za pjesmu Eurovizije. Prvi samostalni album Happy end koji objavljuje 1998. dostiže srebrnu tiražu (oko 18.000 primjeraka). U sljedećih dvadesetak godina objavljuje još šest samostalnih albuma. Godine 1997. pobjeđuje na Splitskom festivalu, a isti uspjeh ponavlja 2014. kada je s Markom Škugorom, Dujom Cocom, klapom Čiovo i Robertom Kurbašom izveo pjesmu Devet slova jedne riči u čast Vinku Coci.
Sudjelovao je u HRT-ovom šou Zvijezde pjevaju.

## Albumi
- Happy end (1998.)
- Noćas se rastaju prijatelji (1999.)
- 101 noć (2000.)
- Laži mi (2002.)
- Trebaju mi noći lude (2004.)[3]
- Pismo moja ljubljena (2011.)[4]
- Tvoje more (2017.)[2]

## Vanjske poveznice
- Alen Nižetić na diskografija.com
- Alen Nižetić na zamp.hr

]